# Jancsik Ferenc (pártmunkás)
Jancsik Ferenc (Budapest, 1882. február 18. – Moszkva, butovói kivégzőhely, 1938. augusztus 13.) vasesztergályos, szociáldemokrata, majd kommunista pártmunkás, a KMP alapító tagja, a Vörös Őrség budapesti parancsnoka.

## Élete

### AMagyarországi Tanácsköztársaságig
1901-től az MSZDP tagja, később pedig a vasasszakszervezet szervező bizottságának egyik vezetője volt. Az első világháborúban orosz hadifogságba esett, majd a skotovói hadifogolytáborban baloldali szocialista kört alakított. Később Moszkvába került, ahol 1917 novemberében részt vett a fegyveres felkelésben. Az OK(b)P Magyar Csoportjának alapító tagja volt, később pedig a Hadifogoly Bizottság helyettes elnöke lett. Jelentős munkát végzett a moszkvai katonai körzetben élő hadifoglyok forradalmi szervezeteinek létrehozásában. 1918 áprilisában az összoroszországi hadifogoly-szervezet egyik vezetőjévé választották meg. Ez év nyarán részt vett a baloldali eszerek lázadásának leverésében. 1918 novemberében hazatért, s a KMP egyik alapító tagja lett, illetve a párt Központi Bizottságának is tagjává vált. Itthon a Lipták-gyárban is dolgozott, azonban 1919. február 20-án letartóztatták.

### A Tanácsköztársaság alatt
1919. március 21-én a börtönben az egyik aláírója volt a két párt egyesülését és a proletárdiktatúrát kikiáltó nyilatkozatnak. A Magyar Tanácsköztársaság idején vezető tisztségeket töltött be; a Vörös Őrség budapesti parancsnoka, illetve a Szövetséges Központi Intéző Bizottság tagja volt. Részt vett a forradalmi törvényszékek, illetve a Vörös Hadsereg felállításában, továbbá annak a határozatnak végrehajtásában, amely az egész Dunántúlt hadműveleti területté nyilvánította. A Budapesti Forradalmi Törvényszéknek elnöke is volt. A Vörös Őrség parancsnokaként vörösőrökkel több lakást is elfoglaltatott.
1919. április 22-én elrendelte, hogy szigorúan tilos az utcai csoportosulás, s aki ilyenekben részt vesz, a forradalmi törvényszék elé állítják. A rendelet kimondta továbbá, hogy éjjel 11 óra után senkinek sem szabad az utcán tartózkodni, sőt magánlakásokban minden világítás tilos. A magánházakban a legszorosabb értelemben vett családi keretet meghaladó összejövetel továbbá a legszigorúbb tilalom alá esik. Kun Béla, Vágó Béla, Seidler Ernő és Korvin Ottó mellett őt is megillette az a jog, hogy utasításokat adjon a Cserny-féle különítménynek. Az ő előszobájában lőtte agyon Weisz Fülöp politikai biztos az 1919. június 24-i „ellenforradalomban” részt vevő Lemberkovits Jenő honvédszázadost, mondván „ha elvről van szó, egy pár száz hulla, az nulla", majd jelentette az esetet Jancsiknak.

### A Tanácsköztársaság után
A proletárhatalom bukása után 15 év fegyházbüntetésre ítélték, de 1922. február 3-án a szovjet-magyar fogolycsere-akciónak köszönhetően a Szovjetunióba került, ahol a Legfelsőbb Népgazdasági Tanács autójavító üzemét vezette. 1938. február 22-én Moszkvában letartóztatták Németországnak való kémkedés vádjával. 1938. július 29-én halálraítélték, s 1938. augusztus 13-án végrehajtották az ítéletet. 1956. április 4-én rehabilitálták.